# Lithacodia delicatula
Lithacodia delicatula là một loài bướm đêm trong họ Noctuidae.